# Cërrik
Cërrik je město ve střední Albánii, v okrese Elbasan. Nadmořská výška je 69 m. V roce 2008 ze žilo 14 642 obyvatel.

## Přírodní poměry
Město leží v širokém údolí řeky Shkumbin, v relativní blízkosti Elbasanu. Od Tirany je vzdálené 36 kilometrů. Zabírá rozlehlou rovinatou krajinu širokého údolí řeky a několika potoků, které se do něj vlévají. Jihovýchodním směrem od Cërriku se potom zvedají menší kopce, kde se nachází zahrady a vinice.

## Historie
Ačkoliv je město relativně nové, vedly touto lokalitou antické obchodní stezky. Na okraji dnešního města byly nalezeny pozůstatky mohyl. 
Z původní vesnice vyrostlo do podoby malého města po druhé světové válce. Střed města tvoří obytné bloky orientované k jednomu velkému náměstí s parkovou úpravou. Roku 1952 zde byla otevřena rafinerie. Ta byla napojena na albánskou železniční síť vlečkou od nedaleké trati Peqin–Elbasan s mostem přes řeku Shkumbin. V druhé polovině 50. let a na počátku let šedesátých byla postupně navyšována její kapacita co do zpracování ropy. 
Během nepokojů v roce 1997 zde došlo k přestřelkám při nichž zahynulo 6 osob.

## Doprava
Město je spojeno železnicí (vedoucí v údolí nedaleké řeky Shkumbin) i silnicí s městem Durrës. Vede tudy silnice SH 59 z Gramshe do Rrogozhinu a dále regionální silnice do Elbasanu.

## Ekonomika
Obyvatelé se živí ve dřevozpracujícím průmyslu a zemědělstvím. Místní pole byla uspořádána do pravidelné sítě, kterou doplňují zavlažovací kanály.

## Známé osobnosti
- Nazmi Seitaj (* 1945), spisovatel
- Rajmonda Bulku (* 1958), herečka